# Beyond Einstein program
Le programme Beyond Einstein est un projet de la NASA conçu pour explorer les limites de la théorie d'Einstein sur la relativité générale. Le projet comprend deux observatoires spatiaux et plusieurs sondes d'observation cosmologique. Le programme culminera avec les sondes Einstein Vision, après l'achèvement du programme des Grands Observatoires.
Constellation-X et le Laser Interferometer Space Antenna (LISA) ont été promus par la NASA comme les grands observatoires d'Einstein, pour les différencier de la génération actuelle de télescopes spatiaux. Ils ne font donc pas partie du programme des Grands Observatoires.

## Missions du programme

### Grands observatoires d'Einstein
- Constellation-X (en) (HTXS) (annulé. Fusionné avec le projet européen XEUS dans l'International X-ray Observatory lui-même annulé, et poursuivi sous la forme Advanced Telescope for High ENergy Astrophysics par l'ESA seule) : la prochaine génération d'observatoire spatial dans le domaine des rayons X.
- L'interféromètre spatial laser LISA (démonstrateur LISA Pathfinder lancé en 2015) : un observatoire spatial d'ondes gravitationnelles. La participation de la NASA à cette mission pris fin en 2011[2] ; dans le cadre du programme Cosmic Vision de l'Agence spatiale européenne, une évolution de LISA a été choisie pour être lancée en 2034[3].

### Sondes Einstein
- Inflation Probe : conçue pour examiner la polarisation du fond diffus cosmologique. Suite des observatoires COBE et de WMAP.
- Black-Hole Finder Probe (BHFP) : Pensé comme complément à HTXS (Constellation-X).
- Dark Energy Probe : La Joint Dark Energy Mission (JDEM) a été étudié de manière approfondie par trois projets différents :
  - Supernova/Acceleration Probe (SNAP) - n'est plus à l'étude. Remplacé par le télescope spatial Nancy-Grace-Roman (WFIRS), évoluant dans le domaine des infrarouges.
  - Dark Energy Space Telescop (Destiny) - n'est plus à l'étude. Remplacé comme SNAP par WFIRST.
  - Advanced Dark Energy Physics Telescope (ADEPT) - n'est plus à l'étude. Remplacé lui aussi par WFIRST.

La  recherche d'énergie noire a été intégrée à la mission WFIRST sur recommandation du comité du Conseil national de recherches de 2010.

### Missions Einstein Vision
- Big Bang Observer (en) : une mission se voulant être la suite de LISA et d'Inflation Probe, également observatoire d'ondes gravitationnelles.
- Black-Hole Imager (MAXIM) : une observation aux rayons X de l'infusion de gaz à l'horizon des événements d'un trou noir, considéré comme une suite de HTXS et BHFP.